# مارتین وینیکمب
مارتین وینیکمب (انگلیسی: Martin Vinnicombe؛ زادهٔ ۵ دسامبر ۱۹۶۴) دوچرخه‌سوار اهل استرالیا است.
وی در مسابقات کشوری و بین‌المللی در مجموع برندهٔ ۳ مدال طلا، ۴ مدال نقره، ۱ مدال برنز شده‌است.